# Potentilla asperrima
Potentilla asperrima là loài thực vật có hoa trong họ Hoa hồng. Loài này được Turcz. miêu tả khoa học đầu tiên năm 1843.